# Blankskáli
Blankskáli [ˈblaŋkˌskɔalɪ], o Blankaskáli, és un despoblat situat a l'illa de Kalsoy, a les illes Fèroe. Es troba a la costa oest de Kalsoy, a l'extrem sud del Leirvíksfjørður, davant de la petita ciutat de Leirvík de l'illa veïna d'Eysturoy. El lloc forma part avui del municipi de Húsar.
Blankskáli es troba a 2.16 km de Syðradalur, a 2.67 de Leirvík i a 3.52 de Húsar.

## Història
Es creu que el lloc va ser el primer assentament a Kalsoy, en part perquè les condicions per al cultiu de gra hi eren molt bones. Aquestes condicions favorables es devien a la ubicació assolellada (sud-oest) protegida del vent gràcies a les muntanyes altes que protegeixen el lloc. El cap víking Tróndur í Gøtu, que tenia tots els drets per a utilitzar l'illa de Kalsoy, està associat amb aquest primer assentament, però no hi ha proves concretes d'aquesta suposició. Posterioement es documenta una relació estreta entre els llocs de Gøta i Blankskáli.
Blankskáli s'esmenta per primera vegada el 1584, en un document anomenat Jarðarbókin. En aquella època hi havia quatre cases. Les cases eren les següents:
- Suður í Stovu (Kongsstovan)
- Midstovan
- Uttari í Húsi
- Lykkershús

Les restes d'una casa de pregària (bønhús) es van trobar al sud del corrent d'aigua potable (matará) que passa pel despoblat. Aquest edifici molt probablement es remunta a l'època catòlica, perquè no se sap res d'una església al poble en l'època posterior a la Reforma. Els residents de Blankskáli havien de caminar una hora i mitja a través de Blankskálalíð í Húsaeið fins a Húsar per anar a l'església. Al segle xviii hi va haver un contacte intens entre Blankskáli a Kalsoy i Gøta a Eysturoy, de manera que d'aquesta època daten diverses relacions familiars.
L'any 1801 vivien al poble 29 persones. Uns anys més tard, el 9 d'abril de 1809, el poble va ser afectat per una allau que no va causar grans danys, però va espantar prou els veïns per decidir-se a reassentar-se. Van construir la localitat de Syðradalur a l'altre costat de l'illa, a la costa est, entre 1810 i 1816.
Els noms de les cases i famílies es van traslladar a Syðradalur, on es van anar construint més cases amb el pas del temps. Tot i així, durant uns 100 anys es va mantenir una casa a Blankaskáli, que s'utilitzava a l'estiu per fer farratge sec. L'agricultura encara s'hi practicava a la dècada de 1960 perquè les condicions climàtiques són més favorables que a Syðradalur.
Les ruïnes i la terra antigament conreada de Blankaskáli encara es poden veure des de Leirvík. Des de Syðradalur es pot arribar fins al lloc amb una difícil caminada per la muntanya, entre cims de més de 700 metres d'alçada.